# Liparis finisterrae
Liparis finisterrae är en orkidéart som beskrevs av Rudolf Schlechter. Liparis finisterrae ingår i släktet gulyxnen, och familjen orkidéer. Inga underarter finns listade i Catalogue of Life.